# Afonso I de Aragão
Afonso I de Aragão, de cognome «o Batalhador» (ca.1073 – Polenhino, Huesca, 7 de setembro de 1134), pode ser considerado como o sétimo descendente da linhagem dos Leão e Castela. Reinou em Aragão e Pamplona entre 1104 e 1134.
Filho de Sancho Ramirez e de Felícia de Roucy. Casou-se com Urraca, filha de Afonso VI.
Esse casamento foi arranjado por Afonso VI em 1106 com o objectivo de unir e liderar militarmente os dois estados cristãos contra os Almorávidas.
Destacou-se na luta contra os muçulmanos, depois de lhes conquistar Saragoça, atinge o dobro do tamanho do reino de Aragão.
Na sua morte, legou o seu reino para as ordens militares do Templo e do Hospital, o que não foi aceite pela nobreza e pelo clero secular que escolheram o seu irmão Ramiro II o Monge e García Ramírez para o efeito, dividindo o seu reino. O primeiro para Aragão e o segundo para Pamplona.